# Gabe Vincent
Gabriel Nnamdi «Gabe» Vincent (Modesto, California, 14 de junio de 1996) es un baloncestista con doble nacionalidad, estadounidense y nigeriana, que pertenece a la plantilla de Los Angeles Lakers de la NBA. Con 1,88 metros de estatura, juega en la posición de base.

## Trayectoria deportiva

### Universidad
Jugó cuatro temporadas con los Gauchos de la Universidad de California, Santa Bárbara, en las que promedió 12,8 puntos, 2,7 rebotes, 2,5 asistencias y 1,0 robos de balón por partido. En su primera temporada fue elegido Freshman del Año de la Big West Conference, mientras que en la última fue incluido en el segundo mejor quinteto de la conferencia.

### Profesional
Tras no ser elegido en el Draft de la NBA de 2018, en el mes de octubre firmó contrato con los Sacramento Kings, pero dos días después fue cortado, siendo asignado a su filial en la G League, los Stockton Kings.
El 8 de enero de 2020, Miami Heat anunció que había firmado a Vincent con un contrato dual. Hizo su debut en la NBA contra Orlando Magic el 29 de enero.
Tras cuatro temporadas en Miami, el 30 de junio de 2023, firma con Los Angeles Lakers por 3 años y $33 millones.

## Estadísticas de su carrera en la NBA

### Temporada regular
| Año     | Equipo      | PJ  | PT | MPP  | %TC  | %3P  | %TL  | RPP | APP | ROB | TPP | PPP |
| ------- | ----------- | --- | -- | ---- | ---- | ---- | ---- | --- | --- | --- | --- | --- |
| 2019-20 | Miami       | 9   | 0  | 9.2  | .216 | .222 | –    | .6  | .7  | .6  | .0  | 2.4 |
| 2020-21 | Miami       | 50  | 7  | 13.1 | .378 | .309 | .870 | 1.1 | 1.3 | .4  | .0  | 4.8 |
| 2021-22 | Miami       | 68  | 27 | 23.4 | .417 | .368 | .815 | 1.9 | 3.1 | .9  | .2  | 8.7 |
| 2022-23 | Miami       | 68  | 34 | 25.9 | .402 | .334 | .872 | 2.1 | 2.5 | .9  | .1  | 9.4 |
| 2023-24 | L.A. Lakers | 11  | 0  | 19.8 | .306 | .107 | .500 | .8  | 1.9 | .8  | .0  | 3.1 |
| 2024-25 | L.A. Lakers | 72  | 11 | 21.2 | .400 | .353 | .714 | 1.3 | 1.4 | .7  | .2  | 6.4 |
| Total   | Total       | 278 | 79 | 21.0 | .396 | .337 | .831 | 1.6 | 2.0 | .8  | .1  | 7.2 |

### Playoffs
| Año   | Equipo      | PJ | PT | MPP  | %TC  | %3P  | %TL  | RPP | APP | ROB | TPP | PPP  |
| ----- | ----------- | -- | -- | ---- | ---- | ---- | ---- | --- | --- | --- | --- | ---- |
| 2020  | Miami       | 1  | 0  | .3   | –    | –    | –    | .0  | .0  | .0  | .0  | .0   |
| 2021  | Miami       | 3  | 0  | 4.7  | .667 | .500 | –    | .3  | .7  | .0  | .0  | 1.7  |
| 2022  | Miami       | 18 | 8  | 23.5 | .382 | .309 | .950 | 1.9 | 3.2 | .8  | .3  | 8.0  |
| 2023  | Miami       | 22 | 22 | 30.5 | .402 | .378 | .882 | 1.4 | 3.5 | .9  | .2  | 12.7 |
| 2024  | L.A. Lakers | 5  | 0  | 13.8 | .250 | .143 | —    | 1.6 | .6  | .4  | .0  | 1.4  |
| 2025  | L.A. Lakers | 5  | 0  | 19.8 | .357 | .308 | —    | 1.0 | 1.0 | .2  | .4  | 2.8  |
| Total | Total       | 54 | 30 | 24.1 | .392 | .345 | .907 | 1.5 | 2.7 | .7  | .2  | 8.3  |

## Selección nacional
En verano de 2021, fue parte de la selección absoluta nigeriana que participó en los Juegos Olímpicos de Tokio 2020, que quedó en décimo lugar.